# Habenaria mesodactyla
Habenaria mesodactyla är en orkidéart som beskrevs av August Heinrich Rudolf Grisebach. Habenaria mesodactyla ingår i släktet Habenaria och familjen orkidéer. Inga underarter finns listade i Catalogue of Life.